# Angerville (Essonne)
Angerville és un municipi francès, situat al departament de l'Essonne i a la regió de Illa de França. L'any 2007 tenia 3.375 habitants.
Forma part del cantó d'Étampes, del districte d'Étampes i de la Comunitat d'aglomeració de l'Étampois Sud-Essonne.

## Demografia

### Població
El 2007 la població de fet d'Angerville era de 3.375 persones. Hi havia 1.301 famílies, de les quals 343 eren unipersonals (125 homes vivint sols i 218 dones vivint soles), 325 parelles sense fills, 493 parelles amb fills i 140 famílies monoparentals amb fills.
La població ha evolucionat segons el següent gràfic:
Habitants censats

### Habitatges
El 2007 hi havia 1.448 habitatges, 1.315 eren l'habitatge principal de la família, 29 eren segones residències i 104 estaven desocupats. 1.090 eren cases i 349 eren apartaments. Dels 1.315 habitatges principals, 830 estaven ocupats pels seus propietaris, 457 estaven llogats i ocupats pels llogaters i 28 estaven cedits a títol gratuït; 46 tenien una cambra, 141 en tenien dues, 262 en tenien tres, 341 en tenien quatre i 524 en tenien cinc o més. 920 habitatges disposaven pel capbaix d'una plaça de pàrquing. A 633 habitatges hi havia un automòbil i a 519 n'hi havia dos o més.

### Piràmide de població
La piràmide de població per edats i sexe el 2009 era:
| Homes | Edats   | Dones |
| ----- | ------- | ----- |
| 0     | 95 o +  | 4     |
| 12    | 90 a 94 | 16    |
| 8     | 85 a 89 | 32    |
| 8     | 80 a 84 | 16    |
| 44    | 75 a 79 | 64    |
| 32    | 70 a 74 | 56    |
| 64    | 65 a 69 | 56    |
| 76    | 60 a 64 | 76    |
| 60    | 55 a 59 | 88    |
| 144   | 50 a 54 | 108   |
| 116   | 45 a 49 | 112   |
| 120   | 40 a 44 | 124   |
| 116   | 35 a 39 | 128   |
| 136   | 30 a 34 | 136   |
| 124   | 25 a 29 | 104   |
| 100   | 20 a 24 | 116   |
| 112   | 15 a 19 | 116   |
| 148   | 10 a 14 | 100   |
| 92    | 5 a 9   | 128   |
| 84    | 0 a 4   | 104   |

## Economia

### Salaris i ocupació
El 2007 el salari net horari mitjà era 11,4 €/h en el cas dels alts càrrecs era de 20,9 €/h
(21,7 €/h els homes i 18,9 €/h les dones), el dels professionals intermedis 13,8 €/h (14,3 €/
h els homes i 13 les dones), el dels empleats 9,4 €/h (10,3 €/h els homes i 9,2 €/h les
dones) i el dels obrers 9,9 €/h (10,2 €/h els homes i 8,8 €/h les dones).
El 2007 la població en edat de treballar era de 2.207 persones, 1.680 eren actives i 527 eren inactives. De les 1.680 persones actives 1.515 estaven ocupades (831 homes i 684 dones) i 165 estaven aturades (73 homes i 92 dones). De les 527 persones inactives 163 estaven jubilades, 202 estaven estudiant i 162 estaven classificades com a «altres inactius».

### Ingressos
El 2009 a Angerville hi havia 1.375 unitats fiscals que integraven 3.544 persones, la mediana anual d'ingressos fiscals per persona era de 18.286,5 €.

### Activitats econòmiques
Dels 223 establiments que hi havia el 2007, 3 eren d'empreses extractives, 6 d'empreses alimentàries, 4 d'empreses de fabricació de material elèctric, 18 d'empreses de fabricació d'altres productes industrials, 33 d'empreses de construcció, 44 d'empreses de comerç i reparació d'automòbils, 13 d'empreses de transport, 8 d'empreses d'hostatgeria i restauració, 1 d'una empresa d'informació i comunicació, 17 d'empreses financeres, 14 d'empreses immobiliàries, 28 d'empreses de serveis, 20 d'entitats de l'administració pública i 14 d'empreses classificades com a «altres activitats de serveis».
Dels 64 establiments de servei als particulars que hi havia el 2009, 1 era una gendarmeria, 1 oficina de correu, 8 oficines bancàries, 2 funeràries, 6 tallers de reparació d'automòbils i de material agrícola, 1 taller d'inspecció tècnica de vehicles, 2 autoescoles, 3 paletes, 5 guixaires pintors, 6 fusteries, 7 lampisteries, 4 electricistes, 1 empresa de construcció, 4 perruqueries, 1 veterinari, 1 agència de treball temporal, 4 restaurants, 6 agències immobiliàries i 1 saló de bellesa.
Dels 25 establiments comercials que hi havia el 2009, 2 eren supermercats, 1 un supermercat, 1 una botiga de més de 120 m², 4 fleques, 3 carnisseries, 1 una peixateria, 3 botigues de roba, 1 una botiga de roba, 1 una sabateria, 5 botigues de mobles, 1 una botiga de material de revestiment de parets i terra i 2 floristeries.
L'any 2000 a Angerville hi havia 17 explotacions agrícoles que ocupaven un total de 1.339 hectàrees.

## Equipaments sanitaris i escolars
El 2009 hi havia 1 farmàcia i 1 ambulància.
El 2009 hi havia 1 escola maternal i 1 escola elemental.

## Poblacions més properes
El següent diagrama mostra les poblacions més properes.